# Петровское (Челябинская область)
Петровское — село в Увельском районе Челябинской области, административный центр Петровского сельского поселения.

## Географическая местность
Расположено в восточной части района, между 2 озёр.
Рельеф — равнина (Западно-Сибирская низменность); ближайшие выс.— 204 и 209 м. Ландшафт — лесостепь. В окрестностях — многочисленные луга, перелески. П. связано грунтовыми и шоссейными дорогами с соседними населёнными пунктами.
Расстояние до районного центра (посёлок Увельский) 38 км.

## История
Первое поселение деревню, на Кочердыкских землях, в 1828 году основали деревню Бутаж переселенцы из мещеряки Шадринкого дискрита Пермского края на кочкрдыкских землях самовольно занятыми помещиками Мещерскими. Земли же принадлежали Оренбургскому казачьему войску. Время строительства церкви с деревянной колокольней было начато в 1854 году и освящена была Церковь во Имя Петра и Павла в ноябре 1861 года.

## Население
| 1889 | 1926  | 1970 | 1995 | 2002 | 2007 | 2010 |
| ---- | ----- | ---- | ---- | ---- | ---- | ---- |
| 1045 | ↗1776 | ↘832 | ↗882 | ↘848 | →848 | ↘840 |